# Tomás Barrios Vera
Marcelo Tomás Barrios Vera (Chillán, 10 december 1997) is een Chileens tennisser.

## Carrière
Barrios Vera werd proftennisser in 2019 maar won in 2017 aan de zijde van landgenoot Nicolás Jarry al een challenger in het dubbelspel. In 2021 won hij zijn eerste challenger in het enkelspel tegen de Argentijn Juan Manuel Cerúndolo. Hij nam dat jaar ook deel aan de Olympische Spelen waar hij werd uitgeschakeld in de eerste ronde net zoals op Wimbledon van dat jaar. In 2022 nam hij deel aan de Australian Open maar werd ook uitgeschakeld in de eerste ronde.
Hij komt ook uit voor Chili in de Daviscup.

## Palmares
| Legenda                       | Legenda               |
| ----------------------------- | --------------------- |
| Grand Slam                    |                       |
| Olympische Spelen             |                       |
| tot 2009                      | vanaf 2009            |
| Tennis Masters Cup            | ATP Finals            |
| ATP Masters Series            | ATP Tour Masters 1000 |
| ATP International Series Gold | ATP Tour 500          |
| ATP International Series      | ATP Tour 250          |

### Enkelspel
| Nr.                  | Datum            | Toernooi        | Ondergrond | Tegenstander in finale | Score       | Details |
| -------------------- | ---------------- | --------------- | ---------- | ---------------------- | ----------- | ------- |
| gewonnen challengers |                  |                 |            |                        |             |         |
| 1.                   | 15 augustus 2021 | Meerbusch       | Gravel     | Juan Manuel Cerúndolo  | 7-6, 6-3    |         |
| 2.                   | 9 april 2023     | San Luis Potosi | Gravel     | Dominik Köpfer         | 7-6(5), 7-5 |         |
| 3.                   | 23 april 2023    | Florianópolis   | Gravel     | Alejandro Tabilo       | 6-4, 6-4    |         |

### Dubbelspel
| Nr.                  | Datum         | Toernooi | Ondergrond | Partner       | Tegenstander in finale         | Score    | Details |
| -------------------- | ------------- | -------- | ---------- | ------------- | ------------------------------ | -------- | ------- |
| gewonnen challengers |               |          |            |               |                                |          |         |
| 1.                   | 11 maart 2017 | Santiago | Gravel     | Nicolás Jarry | Máximo González Andrés Molteni | 6-4, 6-3 |         |

## Resultaten grote toernooien
| Legenda | Legenda                          |
| ------- | -------------------------------- |
| g.t.    | geen toernooi gehouden           |
| l.c.    | lagere categorie                 |
| –       | niet deelgenomen                 |
| G       | uitgeschakeld in de groepsfase   |
| 1R      | uitgeschakeld in de eerste ronde |
| 2R      | uitgeschakeld in de tweede ronde |
| 3R      | uitgeschakeld in de derde ronde  |
| 4R      | uitgeschakeld in de vierde ronde |
| KF      | uitgeschakeld in de kwartfinale  |
| HF      | uitgeschakeld in de halve finale |
| F       | de finale verloren               |
| W       | het toernooi gewonnen            |
| w-v     | winst/verlies-balans             |

### Enkelspel
| Grandslamtoernooien |     |    |
| Australian Open     | –   | 1R |
| Roland Garros       | –   | –  |
| Wimbledon           | 1R  | –  |
| US Open             | –   | –  |
| Statistieken        |     |    |
| titels per jaar     | 0   | 0  |
| eindejaarsranking   | 147 |    |